# Фомин, Алексей Юрьевич
Фоми́н Алексе́й Ю́рьевич — российский военнослужащий, офицер спецназа Внутренних войск МВД РФ, Герой Российской Федерации (30.12.1999). Полковник.

## Биография
Родился 30 июня 1977 года в городе Грозный Чечено-Ингушской АССР. Русский. Сын офицера Советской армии. Семья многократно переезжала по месту службы отца в Бурятию, Чехословакию, в Азербайджанскую ССР и на остров Сахалин. В 1994 году окончил среднюю школу в посёлке Соловьевка Корсаковского района.
В Вооруженных силах России с 1994 года. Был призван на срочную службу, из войск поступил в военное училище. Окончил Дальневосточное высшее общевойсковое военное училище имени К. К. Рокоссовского в 1999 году. Направлен для прохождения службы во Внутренние войска МВД РФ. Служил в отдельном разведывательном батальоне ВВ МВД Северо-Кавказского округа ВВ (Владикавказ).
С августа 1999 года участвовал в боевых действиях по отражению вторжения банд Басаева и Хаттаба в Дагестан, а затем в боях второй чеченской войны.

## Награждение званием Героя Российской Федерации
В бою 15 октября 1999 года в районе села Серноводская лейтенант Фомин возглавил действия разведгруппы по спасению окруженной крупными силами боевиков разведки одной из мотострелковых частей. В разгар боя спецназовцы атаковали противника, уничтожив несколько огневых точек. Когда боевики попытались оказать организованное сопротивление, Фомин занял открытую позицию и открыл огонь по боевикам, вызвав на себя мощный ответный огонь. Остальные разведчики быстро уничтожили все выявленные таким образом огневые точки врага. После этого группа лейтенанта Алексея Фомина соединилась с заблокированными мотострелками и вывела их из кольца окружения. При преследовании разведчиков боевиками отразил все попытки боевиков настигнуть уходящие группы, лично уничтожив несколько боевиков.
Через несколько дней в районе села Верхний Алкун выявил засаду боевиков. Скрытно обошёл её с своей разведгруппой и внезапным ударом полностью уничтожил, не имея погибших и раненых среди своих подчиненных.
За мужество и героизм, проявленные в ходе контртеррористической операции на Северном Кавказе Указом Президента России № 1745 от 30 декабря 1999 года лейтенанту Фомину Алексею Юрьевичу присвоено звание Героя Российской Федерации с вручением медали «Золотая Звезда».

## Продолжение службы
Продолжает службу во Внутренних войсках МВД России. В 2006 году окончил Общевойсковую Академию Вооружённых Сил Российской Федерации. В сентябре 2006-декабре 2008 года — командир 346-го отдельного разведывательного батальона (войсковая часть № 6774) Северо-Кавказского округа внутренних войск МВД РФ (город Благодарный Ставропольского края). С 2009 по 2012 годы служил на должности начальника разведки Отдельной дивизии оперативного назначения Внутренних войск МВД России (г. Москва).
В 2016 году полковник Алексей Фомин служит начальником отдела разведки Центрального регионального командования войск национальной гвардии Российской Федерации.
Алексей Юрьевич награждён медалями[какими?] Российской Федерации, в том числе медалью «Спецназ России».